# Passo de Torres
Passo de Torres est une ville brésilienne du littoral sud de l'État de Santa Catarina.

## Géographie
Passo de Torres se situe par une latitude de 29° 20′ 06″ sud et par une longitude de 49° 43′ 22″ ouest, à une altitude de 10 mètres.
Sa population était de 6 631 habitants au recensement de 2010. La municipalité s'étend sur 95 km2.
Elle fait partie de la microrégion d'Araranguá, dans la mésorégion Sud de Santa Catarina.

## Administration
La municipalité est constituée de deux districts :
- Passo de Torres (siège du pouvoir municipal)
- Rosa do Mar

## Villes voisines
Passo de Torres est voisine des municipalités (municípios) suivantes :
- Balneário Gaivota
- Santa Rosa do Sul
- São João do Sul
- Torres dans l'État du Rio Grande do Sul